# Fracție continuă
În matematică, o fracție continuă este o expresie obținută în urma unui proces iterativ de reprezentare a unui număr ca suma unor numere întregi și inverse ale unor întregi.
Este de forma:
{\displaystyle x=a_{0}+{\frac {b_{1}}{a_{1}+{\frac {b_{2}}{a_{2}+{\frac {b_{3}}{a_{3}+\ldots }}}}}},\!}
unde {\displaystyle a_{0},a_{1},\ldots \!} și {\displaystyle b_{1},b_{2},\ldots \!} sunt numere întregi.
Acest tip de fracții au fost considerate pentru prima dată de către Wallis în lucrarea sa, Arithmetica infinitorum din 1653.
Orice {\displaystyle x\in \mathbb {R} \!} se poate reprezenta ca o fracție continuă:
{\displaystyle x=a_{0}+{\frac {1}{a_{1}+{\frac {1}{a_{2}+\ldots }}}}=[a_{0};a_{1},a_{2},\ldots ],\!}
unde {\displaystyle a_{0}\in \mathbb {Z} \!} și {\displaystyle a_{i}\in \mathbb {N} \!} pentru orice {\displaystyle i\geq 1.\!}
Numerele raționale se reprezintă ca fracții continue finite, folosind algoritmul lui Euclid.
O fracție continuă infinită se numește periodică dacă există numerele naturale nenule {\displaystyle k,m\!} astfel ca {\displaystyle a_{k+i+j}=a_{k+j},\;\forall i\in \mathbb {N} ,\;\forall j\in \{1,2,\ldots ,m\}.\!}
În acest caz, fracția continuă se reprezintă sub forma
{\displaystyle {\bigg [}a_{0};a_{1},a_{2},\ldots ,a_{k},{\overline {a_{k+1}}},a_{k+2},\ldots ,a_{k+m}{\bigg ]}.\!}
O rădăcină reală irațională a unui polinom de gradul doi din {\displaystyle \mathbb {Z} [X]\!} se numește irațională pătratică.
Un număr real se reprezintă printr-o fracție continuă dacă și numai dacă este o irațională pătratică (Euler, Lagrange).
Dacă {\displaystyle r\in \mathbb {Q} ,\;r>1,\!} nu este un pătrat perfect, atunci:
{\displaystyle {\sqrt {r}}={\bigg [}a_{0};{\overline {a_{1},a_{2},\ldots a_{2},a_{1},2a_{0}}}{\bigg ]},\!}
(Lagrange, Galois).
În particular, dacă {\displaystyle D\in \mathbb {N} ^{*}\!} este liber de pătrate, atunci {\displaystyle {\sqrt {D}}\!} se reprezintă printr-o fracție continuă, având perioada de lungime m, astfel încât primele {\displaystyle m-1\!} câturi parțiale formează un șir palindromic.
Lungimea {\displaystyle l({\sqrt {D}})\!} a perioadei fracției continue care reprezintă pe {\displaystyle {\sqrt {D}}\!} este mai mică decât {\displaystyle 2D,\!} iar câturile parțiale sunt mai mici decât {\displaystyle 2{\sqrt {D}}\!} (Lagrange).
Mai recent s-a arătat că {\displaystyle l({\sqrt {D}})={\mathcal {O}}({\sqrt {D}}\ln D),\!} unde simbolul {\displaystyle {\mathcal {O}}\!} înseamnă asimptotic proporțional cu.